# 2019年狄阿莫县长途汽车撞山事故

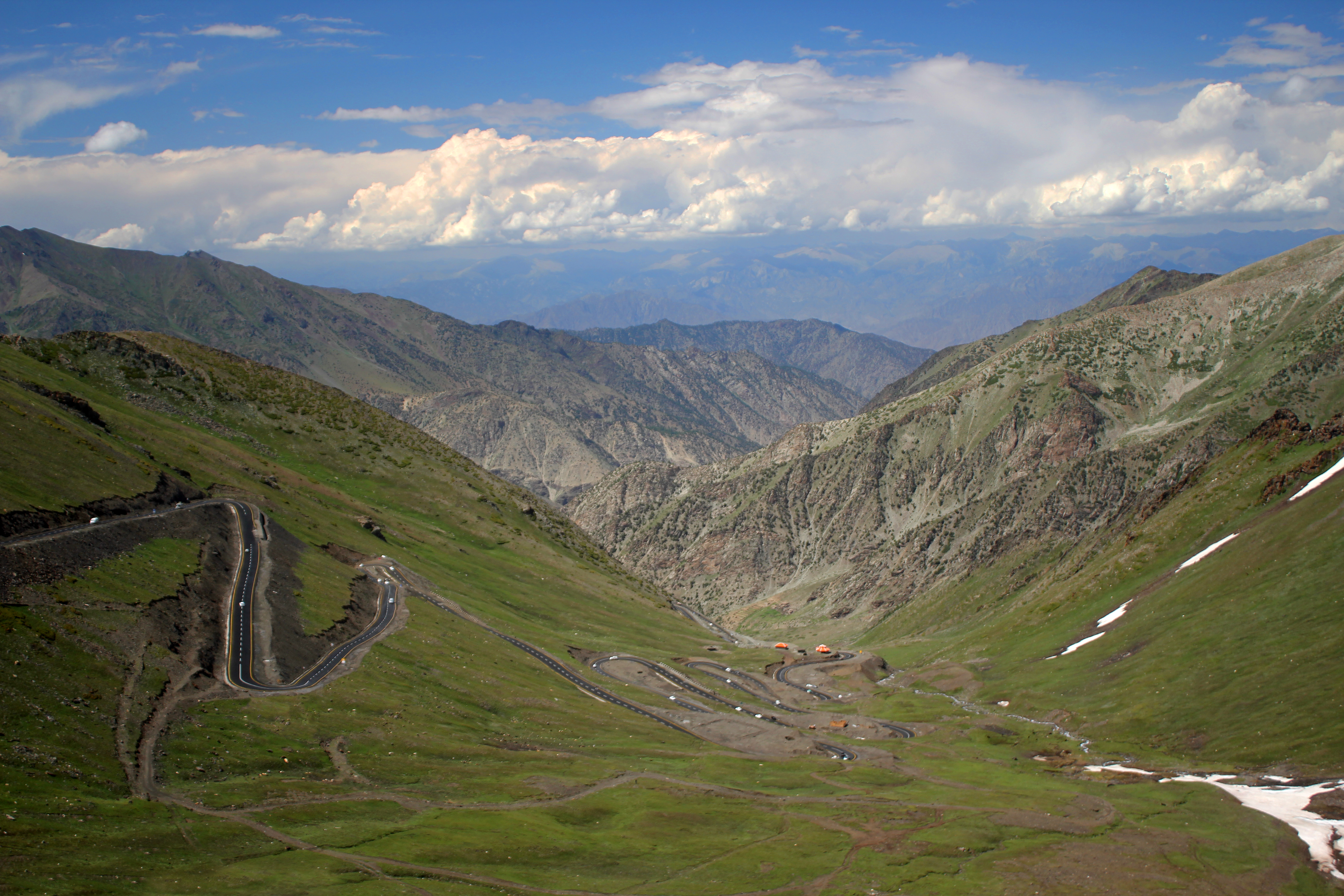
撞山地点路况

2019年9月22日，一辆载有名数十名乘客、由巴尔蒂斯坦藏区首府斯卡都开往旁遮普省拉瓦尔品第（伊斯兰堡市郊）的长途汽车在吉尔吉特与开伯尔-普什图省交界的垭口处间撞山，此即狄阿莫县长途汽车撞山事故。事故造成26人死亡，12人受伤。

## 过程
该由玛夏布洛姆旅游（Mashabrum Tours）公司私营的长途汽车在21日晚自斯卡都出发，第二日早撞山。

## 救援
伤员被送往位于齐拉斯的狄阿莫县首府医院（district headquarters hospital）抢救，随后被巴基斯坦军方通过军用直升机转移至吉尔吉特混合军医院（Combined Military Hospital）以便更好地救治。